# 芦屋市立朝日ヶ丘小学校
芦屋市立朝日ヶ丘小学校（あしやしりつあさひがおかしょうがっこう）は、兵庫県芦屋市にある公立小学校。

## 沿革
出典
- 1971年（昭和46年）12月15日 - 芦屋市教育委員会12月定例会で通学区域を決定（朝日ケ丘町・東山町・山手町の一部）。
- 1972年（昭和47年）
  - 3月22日 - 芦屋市議会にて、朝日ケ丘小学校設置及び管理に関する条例を可決。
  - 4月6日 - 開校。
  - 4月7日 - 最初の始業式挙行。
  - 4月9日 - 第1回入学式挙行。最初の新入生は91名。
  - 4月28日 - 開校式挙行し、この日（4月28日）を創立記念日と定めた。
- 1982年（昭和57年）11月6日 - 創立十周年記念式典挙行。
- 1992年（平成4年）10月31日 - 創立二十周年記念式典挙行。
- 1995年（平成7年）1月17日 - 5時46分頃に発生した阪神・淡路大震災により、本校が避難所となる。
- 1997年（平成9年）3月31日 - 大規模改造工事完成（コンピュータ室、ランチルーム、被服室等新設）。
- 1998年（平成10年）1月23日 - 飲料水兼用耐震性貯水槽および防火用資材備蓄倉庫設置。
- 2000年（平成12年）9月3日 - 高齢者施設「第2ゆうゆう倶楽部」開所式挙行。
- 2002年（平成14年）10月16日 - 創立30周年記念式典挙行。
- 2022年（令和4年）4月28日 - 50周年記念航空写真撮影実施。

## 校区
出典
- 朝日ヶ丘町・東山町

## 卒業後の進路
- 芦屋市立山手中学校

## 出身の有名人
- 堂本光一（KinKi Kids）
- 月亭八斗 - 落語家

## 校区が隣接している学校
- 芦屋市立岩園小学校
- 芦屋市立山手小学校

## 周辺
- 社会福祉法人山善福祉会認定こども園あいさいこども園 - 進学前こども園のひとつで、校地東側に隣接。
- 芦屋市立朝日ヶ丘公園
  - 芦屋市民プール
- 東芦屋第2児童遊園
- 芦屋セントマリア病院
  - 老人ホームホスピタルメント芦屋
- 芦屋アラベラの家（老人ホーム）
- 甲南中学校・高等学校
- 芦屋市霊園
- 兵庫県警察学校

## アクセス
- 阪急バス「9」・「13」の各系統で、「芦屋市民プール前」停留所より、芦屋市道505号線沿いにある学校正門まで、
  - 東山町行のりばから、徒歩約365m・約6分。
  - 甲南高校行・朝日ヶ丘町行のりばから、徒歩約380m・約6分。
  - なお、「朝日ヶ丘町」停留所（上記系統に加え「1」系統と「3」系統も停車）が学校敷地まで直線距離では約80mと近いが、道路形状と正門との位置関係で、約415mと約5倍の距離となる。